# Michaił Stiepaniszczew
Michaił Tichonowicz Stiepaniszczew (ros. Михаил Тихонович Степанищев, ur. 2 listopada?/15 listopada 1917 we wsi Kolesowa w powiecie jeleckim w guberni orłowskiej (obecnie w obwodzie lipieckim), zm. 8 września 1946 w Białoruskiej SRR) – radziecki lotnik wojskowy, dwukrotny Bohater Związku Radzieckiego (1944 i 1945).

## Życiorys
Pracował w kołchozie, od 1930 mieszkał w obwodzie donieckim, w 1932 skończył szkołę w Kadijewce, pracował w kopalni i w fabryce w Woroszyłowgradzie, gdzie w 1937 ukończył aeroklub. Od grudnia 1937 służył w Armii Czerwonej, w 1938 skończył wojskową lotniczą szkołę pilotów w Woroszyłowgradzie, służył w pułku lotnictwa bombowego na Dalekim Wschodzie i w Odeskim Okręgu Wojskowym. Brał udział w wojnie z Niemcami jako lotnik pułku lotnictwa bombowego i pułku lotnictwa szturmowego na Froncie Południowym i Południowo-Zachodnim, w czerwcu 1942 w rejonie Barwienkowa został kontuzjowany, po wyleczeniu skierowano go na szkolenie. W marcu 1943 został dowódcą klucza, później zastępcą dowódcy i dowódcą eskadry, nawigatorem i zastępcą dowódcy 76 gwardyjskiego pułku lotnictwa szturmowego, walczył na Froncie Południowym, 4 Ukraińskim i 3 Białoruskim, uczestniczył w operacji donbaskiej, melitopolskiej, krymskiej, mińskiej, wileńskiej, memelskiej, wschodniopruskiej, królewieckiej i zemlandzkiej. W 1944 otrzymał stopień majora. Wykonał 234 loty bojowe bombowcem Su-2 i samolotem szturmowym Ił-2, zadając przeciwnikowi duże straty w sile żywej i technice. Po wojnie był nawigatorem 76 gwardyjskiego pułku lotnictwa szturmowego w Białoruskim Okręgu Wojskowym. Zastrzelił się. Został pochowany w Baranowiczach.

## Odznaczenia
- Złota Gwiazda Bohatera Związku Radzieckiego (dwukrotnie - 26 października 1944 i 29 czerwca 1945)
- Order Lenina
- Order Czerwonego Sztandaru (czterokrotnie - 17 sierpnia 1943, 3 lipca 1944, 2 listopada 1944 i 2 kwietnia 1945)
- Order Bohdana Chmielnickiego III klasy (2 marca 1945)
- Order Aleksandra Newskiego (22 października 1943)
- Order Wojny Ojczyźnianej I klasy (24 grudnia 1943)

I medale.